# کیجل یوانسون (بازیکن تنیس روی میز)
کیجل یوانسون (انگلیسی: Kjell Johansson؛ ۵ اکتبر ۱۹۴۶ – ۲۴ اکتبر ۲۰۱۱) یک بازیکن تنیس روی میز اهل سوئد بود. 
وی در مسابقات کشوری و بین‌المللی در مجموع برنده ۱۴ مدال طلا، ۷ مدال نقره، ۸ مدال برنز شده‌است.